# Christian Bau (Koch)
Christian Bau (* 14. Januar 1971 in Offenburg-Zunsweier) ist ein deutscher Koch. Er ist Küchenchef im Restaurant Victor’s Fine Dining by Christian Bau im saarländischen Perl-Nennig, das 2005 mit drei Michelin-Sternen ausgezeichnet wurde.

## Beruflicher Werdegang
Nach der Kochlehre in Achern kochte Bau 1991 im Hotel-Restaurant Talmühle in Sasbachwalden und leistete bis 1992 den Grundwehrdienst im Offizierskasino in Achern ab. 1992 ging er zum Restaurant Le Canard in Offenburg.
1993 wechselte er zu Harald Wohlfahrts Restaurant Schwarzwaldstube nach Baiersbronn, wo er Souschef wurde. 1997 erwarb Bau den Meisterbrief.

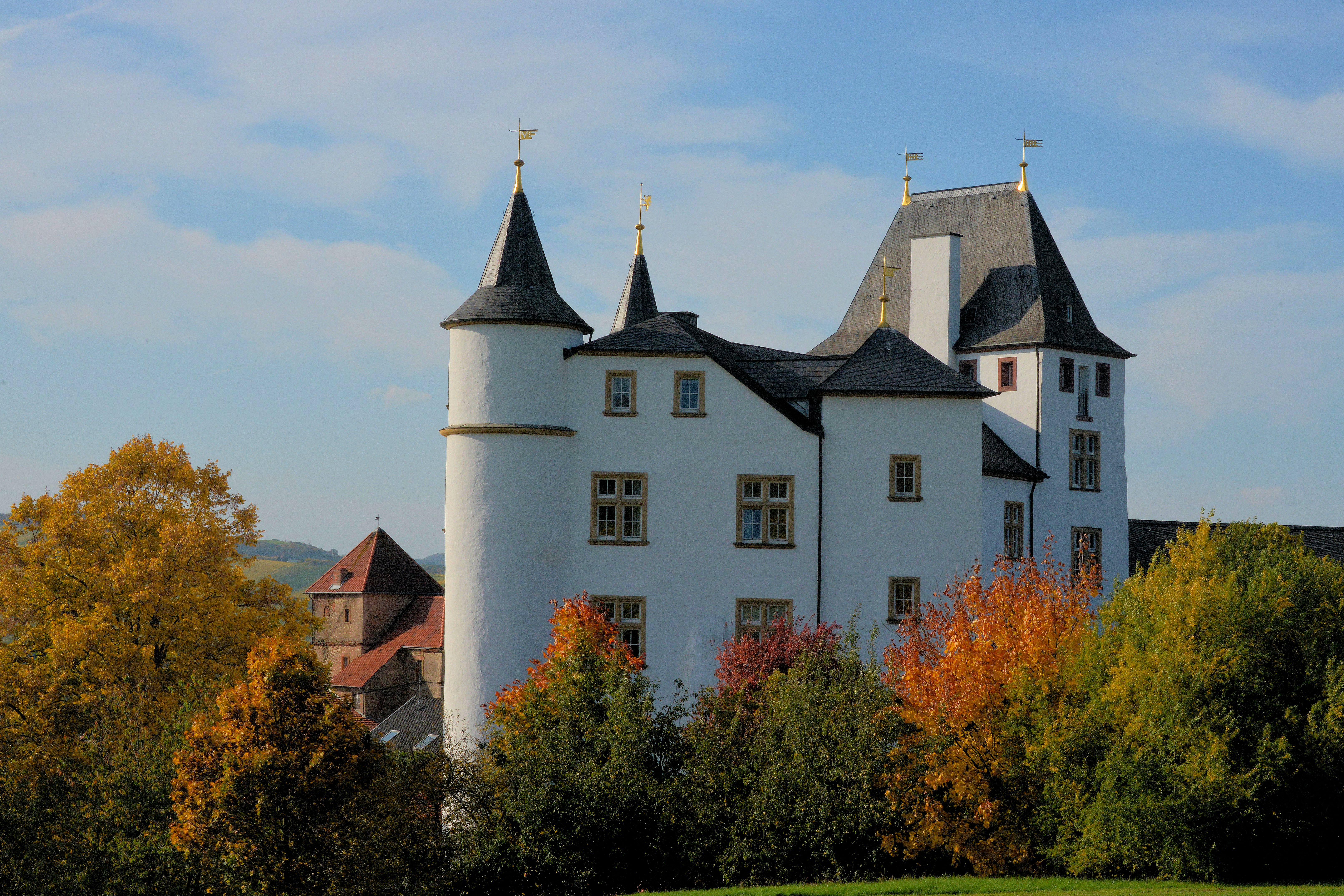
Schloss Berg bei Perl-Nennig

Seit April 1998 ist Christian Bau Küchenchef im Restaurant Victor’s Fine Dining by Christian Bau (ehemals Victor’s Gourmet-Restaurant Schloss Berg) auf Schloss Berg in Perl-Nennig. Seine Kochkunst wurde vielfach ausgezeichnet: 1998 kürte ihn die Zeitschrift Der Feinschmecker zum Aufsteiger des Jahres, 2005 zum Koch des Jahres. Den ersten Michelin-Stern erhielt Baus Restaurant 1998, 2005 wurde es mit dem dritten Michelin-Stern zu einem der höchstbewerteten Restaurants Deutschlands. Auch in anderen Gourmetführern hält Baus Restaurant Höchstbewertungen:
- 5 Kochlöffel vom Schlemmer Atlas
- 3 Kochmützen vom Varta-Führer
- 19,5 Punkte vom Gault-Millau
- 5 F von Der Feinschmecker.

2018 war Bau erstmals in einer Folge der TV-Reihe Kitchen Impossible zu sehen.
Im Oktober 2018 wurde Bau das Bundesverdienstkreuz für seine Verdienste als „Meister der Kochkultur und kulinarischer Botschafter Deutschlands“ verliehen. In einer Reaktion beklagte Bau, dass die Spitzenküche in Deutschland nicht die gleiche Wertschätzung genieße wie in anderen Ländern. Im März 2019 ernannte das japanische Ministerium für Landwirtschaft, Forsten und Fischerei Christian Bau zum Ehrenbotschafter für die japanische Küche. Er erhielt die Auszeichnung als erster Deutscher und als dritter Europäer. Er ist Mitglied der Jury zur Vergabe der Walter Scheel Medaille.

## Familie
Christian Bau war mit Yildiz Bau (* 1971) verheiratet, die bis 2020 den Service seines Restaurants leitete. Mit ihr hat er zwei Töchter.
In zweiter Ehe ist er seit 2024 mit Sarah Bau (geborene Hackenberg) verheiratet, die als Sous-Chefin in seinem Restaurant tätig ist.

## Mitgliedschaften
Christian Bau ist Mitglied in Connaisseur-Vereinigungen bei:
- Les Amis de L’Art de Vivre
- Traditions & Qualité

## Auszeichnungen
- 1998: 1. Michelin-Stern im Guide Michelin 1999
- 1999: 2. Michelin-Stern im Guide Michelin 2000
- 2005: 3. Michelin-Stern im Guide Michelin 2006
- 2006: Preis für Große Kochkunst und Gastlichkeit[13]
- 2017: 19,5 Punkte im Gault Millau 2018[14]
- 2017: Deutschlands Koch des Jahres 2018, Gault Millau[15]
- 2018: Verdienstorden der Bundesrepublik Deutschland[16]
- 2019: Ehrenbotschafter der japanischen Küche

## Publikationen
- Christian Bau: Das Kochbuch: Innovation durch Tradition. Neuer Umschau Buchverlag, Neustadt an der Weinstraße 2004, ISBN 978-3-86528-203-3.
- Christian Bau und Michaela Axmann: Einblicke. Neuer Umschau Buchverlag, Neustadt an der Weinstraße 2008, ISBN 978-3-86528-297-2.
- Christian Bau, Thomas Ruhl: bau.stil., Entwicklung einer kulinarischen Handschrift, Neuer Umschau Buchverlag, Neustadt an der Weinstraße 2011, ISBN 978-3-86528-739-7.
- Christian Bau: bau.steine. Matthaes-Verlag, Stuttgart 2018, ISBN 978-3-87515-429-0.